# Changas de Naranjito 2025
Questa voce raccoglie le informazioni riguardanti le Changas de Naranjito nella stagione 2025.

## Stagione
Le Changas de Naranjito disputano la loro decima Liga de Voleibol Superior Femenino, classificandosi al quinto posto in regular season: ai quarti di finale dei play-off scudetto vengono eliminate in tre giochi dalle Mets de Guaynabo.

## Organigramma societario
Area direttiva
- Presidente: Hec Rivera

Area tecnica
- Allenatore: Jamille Torres

## Rosa
| N° | Nome              | Ruolo | Data di nascita   | Nazionalità sportiva |
| -- | ----------------- | ----- | ----------------- | -------------------- |
| 1  | Julymar Otero     | O     | 31 ottobre 1996   | Porto Rico           |
| 2  | Belian Mejías     | S     | -                 | Porto Rico           |
| 3  | Kiaraliz Pérez    | L     | 29 luglio 2002    | Porto Rico           |
| 4  | Emma Grome        | P     | 20 settembre 2002 | Stati Uniti          |
| 5  | Jennymar Santiago | P     | 28 luglio 1994    | Porto Rico           |
| 7  | Génesis Collazo   | O     | 4 ottobre 1992    | Porto Rico           |
| 8  | Adanna Rollins    | S     | 10 ottobre 1999   | Stati Uniti          |
| 9  | Áurea Cruz        | S     | 10 gennaio 1982   | Porto Rico           |
| 11 | Joaliz Cancel     | C     | -                 | Porto Rico           |
| 12 | Taylor Trammell   | C     | 10 aprile 2002    | Stati Uniti          |
| 13 | Nicole Cruz       | C     | 15 agosto 1995    | Porto Rico           |
| 14 | Andrea Serra      | S     | 14 settembre 1999 | Porto Rico           |
| 17 | Génesis Castillo  | C     | 7 marzo 1994      | Porto Rico           |
| 20 | Stephanie Salas   | L     | 17 febbraio 1992  | Porto Rico           |

## Mercato
| Acquisti                               | Acquisti          | Acquisti                | Acquisti   |
| R.                                     | Nome              | da                      | Modalità   |
| -------------------------------------- | ----------------- | ----------------------- | ---------- |
| C                                      | Génesis Castillo  | Pinkin de Corozal       | definitivo |
| S                                      | Áurea Cruz        | Orlando Valkyries       | definitivo |
| C                                      | Nicole Cruz       | Cangrejeras de Santurce | definitivo |
| P                                      | Emma Grome        | Kentucky                | definitivo |
| L                                      | Kiaraliz Pérez    | Missouri                | definitivo |
| S                                      | Adanna Rollins    | Sant'Anna               | definitivo |
| P                                      | Jennymar Santiago | Pinkin de Corozal       | definitivo |
| C                                      | Taylor Trammell   | Penn State              | definitivo |
| Trasferimenti nel corso della stagione |                   |                         |            |
| S                                      | Belian Mejías     | Bayamón MA              | definitivo |

| Cessioni | Cessioni          | Cessioni                | Cessioni   |
| R.       | Nome              | a                       | Modalità   |
| -------- | ----------------- | ----------------------- | ---------- |
| L        | Lianelys Durán    | -                       | ritirata   |
| P        | Andrea Fuentes    | Cangrejeras de Santurce | definitivo |
| S        | Kayla Lund        | San Diego Mojo          | definitivo |
| S        | Yuliana Martínez  | -                       | ritirata   |
| S        | Kariema Rodríguez | -                       | ritirata   |
| S        | Adanna Rollins    | Sant'Anna               | definitivo |
| S        | Cynthia Rudón     | -                       | ritirata   |
| L        | Valeria Santos    | -                       | ritirata   |
| C        | Kiana Schmitt     | -                       | ritirata   |
| C        | Zoé Sostre        | -                       | ritirata   |

## Risultati

### LVSF

#### Regular season
| 17 gennaio 2025 Coliseo Juan Aubín Cruz Abreu, Manatí | Atenienses de Manatí    | 3 - 1 | Changas de Naranjito    | 25-17, 24-26, 25-13, 25-17        |
| 22 gennaio 2025 Coliseo Gelito Ortega, Naranjito      | Changas de Naranjito    | 3 - 1 | Cangrejeras de Santurce | 25-21, 25-17, 26-28, 26-24        |
| 24 gennaio 2025 Coliseo Roger L. Mendoza, Caguas      | Criollas de Caguas      | 3 - 0 | Changas de Naranjito    | 25-10, 25-9, 25-13                |
| 26 gennaio 2025 Coliseo Gelito Ortega, Naranjito      | Changas de Naranjito    | 3 - 0 | Mets de Guaynabo        | 25-14, 25-14, 25-23               |
| 30 gennaio 2025 Coliseo Rafael Amalbert, Juncos       | Valencianas de Juncos   | 3 - 0 | Changas de Naranjito    | 25-19, 25-23, 25-18               |
| 1º febbraio 2025 Coliseo Gelito Ortega, Naranjito     | Changas de Naranjito    | 1 - 3 | Atenienses de Manatí    | 25-23, 13-25, 20-25, 20-25        |
| 5 febbraio 2025 Coliseo Roberto Clemente, San Juan    | Cangrejeras de Santurce | 3 - 0 | Changas de Naranjito    | 25-22, 25-23, 25-23               |
| 7 febbraio 2025 Coliseo Roger L. Mendoza, Caguas      | Criollas de Caguas      | 3 - 1 | Changas de Naranjito    | 21-25, 25-20, 26-24, 25-21        |
| 13 febbraio 2025 Coliseo Gelito Ortega, Naranjito     | Changas de Naranjito    | 3 - 0 | Valencianas de Juncos   | 25-23, 25-18, 25-20               |
| 15 febbraio 2025 Coliseo Gelito Ortega, Naranjito     | Changas de Naranjito    | 3 - 1 | Atenienses de Manatí    | 20-25, 25-20, 25-22, 25-19        |
| 20 febbraio 2025 Coliseo Gelito Ortega, Naranjito     | Changas de Naranjito    | 0 - 3 | Cangrejeras de Santurce | 24-26, 23-25, 17-25               |
| 22 febbraio 2025 Coliseo Gelito Ortega, Naranjito     | Changas de Naranjito    | 3 - 2 | Criollas de Caguas      | 25-22, 25-22, 20-25, 22-25, 15-10 |
| 25 febbraio 2025 Coliseo Mario Morales, Guaynabo      | Mets de Guaynabo        | 3 - 0 | Changas de Naranjito    | 25-19, 25-13, 25-14               |
| 27 febbraio 2025 Coliseo Gelito Ortega, Naranjito     | Changas de Naranjito    | 3 - 0 | Mets de Guaynabo        | 25-15, 25-22, 25-16               |
| 1º marzo 2025 Coliseo Rafael Amalbert, Juncos         | Valencianas de Juncos   | 3 - 2 | Changas de Naranjito    | 25-21, 15-25, 22-25, 25-22, 15-6  |
| 7 marzo 2025 Coliseo Roberto Clemente, San Juan       | Cangrejeras de Santurce | 3 - 0 | Changas de Naranjito    | 25-22, 25-16, 25-23               |
| 9 marzo 2025 Coliseo Gelito Ortega, Naranjito         | Changas de Naranjito    | 3 - 1 | Criollas de Caguas      | 28-26, 25-20, 18-25, 29-27        |
| 13 marzo 2025 Coliseo Mario Morales, Guaynabo         | Mets de Guaynabo        | 3 - 1 | Changas de Naranjito    | 25-19, 25-19, 12-25, 25-23        |
| 15 marzo 2025 Coliseo Gelito Ortega, Naranjito        | Changas de Naranjito    | 0 - 3 | Valencianas de Juncos   | 15-25, 22-25, 23-25               |
| 20 marzo 2025 Coliseo Juan Aubín Cruz Abreu, Manatí   | Atenienses de Manatí    | 3 - 1 | Changas de Naranjito    | 15-25, 25-19, 25-17, 25-17        |

#### Play-off
| Quarti di finale (gara 1) - 26 marzo 2025 Coliseo Mario Morales, Guaynabo  | Mets de Guaynabo     | 3 - 1 | Changas de Naranjito | 25-19, 25-23, 20-25, 25-17 |
| Quarti di finale (gara 2) - 28 marzo 2025 Coliseo Gelito Ortega, Naranjito | Changas de Naranjito | 1 - 3 | Mets de Guaynabo     | 19-25, 25-17, 24-26, 23-25 |
| Quarti di finale (gara 3) - 30 marzo 2025 Coliseo Mario Morales, Guaynabo  | Mets de Guaynabo     | 3 - 0 | Changas de Naranjito | 25-20, 26-24, 25-23        |

## Statistiche

### Statistiche di squadra
| Competizione | Punti | In casa | In casa | In casa | In trasferta | In trasferta | In trasferta | Totale | Totale | Totale |
| Competizione | Punti | G       | V       | P       | G            | V            | P            | G      | V      | P      |
| ------------ | ----- | ------- | ------- | ------- | ------------ | ------------ | ------------ | ------ | ------ | ------ |
| LVSF         | 21    | 11      | 7       | 4       | 12           | 0            | 12           | 23     | 7      | 16     |
| Totale       | -     | 11      | 7       | 4       | 12           | 0            | 12           | 23     | 7      | 16     |

G = partite giocate; V = partite vinte; P = partite perse

### Statistiche dei giocatori
Dati non disponibili.